# فهرست قطعنامه‌های شورای امنیت ۱۵۰۱ تا ۱۶۰۰
| قطعنامه‌های شورای امنیت                                      |
| ----------------------------------------------------------- |
| منابع: نشست‌های شورای امنیت • UNBISnet • ویکی‌نبشته           |
| ۱ تا ۱۰۰ (۱۹۴۶–۱۹۵۳)                                        |
| ۱۰۱ تا ۲۰۰ (۱۹۵۳–۱۹۶۵)                                      |
| ۲۰۱ تا ۳۰۰ (۱۹۶۵–۱۹۷۱)                                      |
| ۳۰۱ تا ۴۰۰ (۱۹۷۱–۱۹۷۶)                                      |
| ۴۰۱ تا ۵۰۰ (۱۹۷۶–۱۹۸۲)                                      |
| ۵۰۱ تا ۶۰۰ (۱۹۸۲–۱۹۸۷)                                      |
| ۶۰۱ تا ۷۰۰ (۱۹۸۷–۱۹۹۱)                                      |
| ۷۰۱ تا ۸۰۰ (۱۹۹۱–۱۹۹۳)                                      |
| ۸۰۱ تا ۹۰۰ (۱۹۹۳–۱۹۹۴)                                      |
| ۹۰۱ تا ۱۰۰۰ (۱۹۹۴–۱۹۹۵)                                     |
| ۱۰۰۱ تا ۱۱۰۰ (۱۹۹۵–۱۹۹۷)                                    |
| ۱۱۰۱ تا ۱۲۰۰ (۱۹۹۷–۱۹۹۸)                                    |
| ۱۲۰۱ تا ۱۳۰۰ (۱۹۹۸–۲۰۰۰)                                    |
| ۱۳۰۱ تا ۱۴۰۰ (۲۰۰۰–۲۰۰۲)                                    |
| ۱۴۰۱ تا ۱۵۰۰ (۲۰۰۲–۲۰۰۳)                                    |
| ۱۵۰۱ تا ۱۶۰۰ (۲۰۰۳–۲۰۰۵)                                    |
| ۱۶۰۱ تا ۱۷۰۰ (۲۰۰۵–۲۰۰۶)                                    |
| ۱۷۰۱ تا ۱۸۰۰ (۲۰۰۶–۲۰۰۸)                                    |
| ۱۸۰۱ تا ۱۹۰۰ (۲۰۰۸–۲۰۰۹)                                    |
| ۱۹۰۱ تا ۲۰۰۰ (۲۰۰۹–۲۰۱۱)                                    |
| ۲۰۰۱ تا ۲۱۰۰ (۲۰۱۱–۲۰۱۳)                                    |
| ۲۱۰۱ تا ۲۲۰۰ (۲۰۱۳–۲۰۱۵)                                    |
| ۲۲۰۱ تا ۲۳۰۰ (۲۰۱۵–۲۰۱۶)                                    |
| ۲۳۰۱ تا ۲۴۰۰ (۲۰۱۶–۲۰۱۸)                                    |
| ۲۲۰۱ تا ۲۳۰۰ (۲۰۱۸–تاکنون)                                  |
| متن مربوطه در ویکی‌نبشته : قطعنامه‌های شورای امنیت سازمان ملل |

فهرست زیر، شامل قطعنامه‌های سازمان ملل متحد از قطعنامهٔ شمارهٔ ۱۵۰۱ تا ۱۶۰۰ است که در بازهٔ زمانی ۲۶ اوت ۲۰۰۳ میلادی تا ۰۴ مه ۲۰۰۵ به تصویب رسیده‌است.
| شمارهٔ قطعنامه | تاریخ           | آرا (موافق-ممتنع-مخالف) | موضوع نشست                                                                                |
| ------------- | --------------- | ----------------------- | ----------------------------------------------------------------------------------------- |
| ۱۵۰۱          | ۲۶ اوت ۲۰۰۳     | ۱۵-۰-۰                  | اوضاع در مورد جمهوری دموکراتیک کنگو                                                       |
| ۱۵۰۲          | ۲۶ اوت ۲۰۰۳     | ۱۵-۰-۰                  | حفاظت از کارکنان سازمان ملل متحد، کارکنان همراه و کارکنان امداد بشر دوستانه در مناطق جنگی |
| ۱۵۰۳          | ۲۸ اوت ۲۰۰۳     | ۱۵-۰-۰                  | دادگاه جنایی بین‌المللی برای یوگسلاوی سابق و دادگاه جنایی بین‌المللی برای رواندا            |
| ۱۵۰۴          | ۰۴ سپتامبر ۲۰۰۳ | ۱۵-۰-۰                  | دادگاه جنایی بین‌المللی برای یوگسلاوی سابق                                                 |
| ۱۵۰۵          | ۰۴ سپتامبر ۲۰۰۳ | ۱۵-۰-۰                  | دادگاه جنایی بین‌المللی برای رواندا                                                        |
| ۱۵۰۶          | ۱۲ سپتامبر ۲۰۰۳ | ۱۳-۲-۰                  | بررسی وضعیت در مورد لیبی                                                                  |
| ۱۵۰۷          | ۱۲ سپتامبر ۲۰۰۳ | ۱۵-۰-۰                  | بررسی وضعیت میان اریتره و اتیوپی                                                          |
| ۱۵۰۸          | ۱۹ سپتامبر ۲۰۰۳ | ۱۵-۰-۰                  | بررسی وضعیت در سیرالئون                                                                   |
| ۱۵۰۹          | ۱۹ سپتامبر ۲۰۰۳ | ۱۵-۰-۰                  | بررسی وضعیت در لیبریا                                                                     |
| ۱۵۱۰          | ۱۳ اکتبر ۲۰۰۳   | ۱۵-۰-۰                  | اوضاع در افغانستان                                                                        |
| ۱۵۱۱          | ۱۶ اکتبر ۲۰۰۳   | ۱۵-۰-۰                  | بررسی وضعیت میان عراق و کویت                                                              |
| ۱۵۱۲          | ۲۷ اکتبر ۲۰۰۳   | ۱۵-۰-۰                  | دادگاه جنایی بین‌المللی برای رواندا                                                        |
| ۱۵۱۳          | ۲۸ اکتبر ۲۰۰۳   | ۱۵-۰-۰                  | بررسی وضعیت صحرای غربی                                                                    |
| ۱۵۱۴          | ۱۳ نوامبر ۲۰۰۳  | ۱۵-۰-۰                  | بررسی وضعیت در ساحل عاج                                                                   |
| ۱۵۱۵          | ۱۹ نوامبر ۲۰۰۳  | ۱۵-۰-۰                  | بررسی وضعیت خاورمیانه، از جمله مسئله فلسطین                                               |
| ۱۵۱۶          | ۲۰ نوامبر ۲۰۰۳  | ۱۵-۰-۰                  | تهدید صلح و امنیت بین‌المللی ناشی از اقدامات تروریستی                                      |
| ۱۵۱۷          | ۲۴ نوامبر ۲۰۰۳  | ۱۵-۰-۰                  | بررسی وضعیت در قبرس                                                                       |
| ۱۵۱۸          | ۲۴ نوامبر ۲۰۰۳  | ۱۵-۰-۰                  | بررسی وضعیت میان عراق و کویت                                                              |
| ۱۵۱۹          | ۱۶ دسامبر ۲۰۰۳  | ۱۵-۰-۰                  | بررسی وضعیت در سومالی                                                                     |
| ۱۵۲۰          | ۲۲ دسامبر ۲۰۰۳  | ۱۵-۰-۰                  | بررسی وضعیت خاورمیانه                                                                     |
| ۱۵۲۱          | ۲۲ دسامبر ۲۰۰۳  | ۱۵-۰-۰                  | بررسی وضعیت در لیبریا                                                                     |
| ۱۵۲۲          | ۱۵ ژانویه ۲۰۰۴  | ۱۵-۰-۰                  | اوضاع در مورد جمهوری دموکراتیک کنگو                                                       |
| ۱۵۲۳          | ۳۰ ژانویه ۲۰۰۴  | ۱۵-۰-۰                  | بررسی وضعیت صحرای غربی                                                                    |
| ۱۵۲۴          | ۳۰ ژانویه ۲۰۰۴  | ۱۵-۰-۰                  | بررسی وضعیت در گرجستان                                                                    |
| ۱۵۲۵          | ۳۰ ژانویه ۲۰۰۴  | ۱۵-۰-۰                  | بررسی وضعیت خاورمیانه                                                                     |
| ۱۵۲۶          | ۳۰ ژانویه ۲۰۰۴  | ۱۵-۰-۰                  | تهدید صلح و امنیت بین‌المللی ناشی از اقدامات تروریستی                                      |
| ۱۵۲۷          | ۰۴ فوریه ۲۰۰۴   | ۱۵-۰-۰                  | بررسی وضعیت در ساحل عاج                                                                   |
| ۱۵۲۸          | ۲۷ فوریه ۲۰۰۴   | ۱۵-۰-۰                  | بررسی وضعیت در ساحل عاج                                                                   |
| ۱۵۲۹          | ۲۹ فوریه ۲۰۰۴   | ۱۵-۰-۰                  | بررسی وضعیت در هائیتی                                                                     |
| ۱۵۳۰          | ۱۱ مارس ۲۰۰۴    | ۱۵-۰-۰                  | تهدید صلح و امنیت بین‌المللی ناشی از اقدامات تروریستی                                      |
| ۱۵۳۱          | ۱۲ مارس ۲۰۰۴    | ۱۵-۰-۰                  | بررسی وضعیت میان اریتره و اتیوپی                                                          |
| ۱۵۳۲          | ۱۲ مارس ۲۰۰۴    | ۱۵-۰-۰                  | بررسی وضعیت در لیبریا                                                                     |
| ۱۵۳۳          | ۱۲ مارس ۲۰۰۴    | ۱۵-۰-۰                  | اوضاع در مورد جمهوری دموکراتیک کنگو                                                       |
| ۱۵۳۴          | ۲۶ مارس ۲۰۰۴    | ۱۵-۰-۰                  | دادگاه جنایی بین‌المللی برای یوگسلاوی سابق و دادگاه جنایی بین‌المللی برای رواندا            |
| ۱۵۳۵          | ۲۶ مارس ۲۰۰۴    | ۱۵-۰-۰                  | تهدید صلح و امنیت بین‌المللی ناشی از اقدامات تروریستی                                      |
| ۱۵۳۶          | ۲۶ مارس ۲۰۰۴    | ۱۵-۰-۰                  | اوضاع در افغانستان                                                                        |
| ۱۵۳۷          | ۳۰ مارس ۲۰۰۴    | ۱۵-۰-۰                  | بررسی وضعیت در سیرالئون                                                                   |
| ۱۵۳۸          | ۲۱ آوریل ۲۰۰۴   | ۱۵-۰-۰                  | بررسی وضعیت میان عراق و کویت                                                              |
| ۱۵۳۹          | ۲۲ آوریل ۲۰۰۴   | ۱۵-۰-۰                  | کودکان و درگیری‌های مسلحانه                                                                |
| ۱۵۴۰          | ۲۸ آوریل ۲۰۰۴   | ۱۵-۰-۰                  | عدم گسترش سلاح‌های کشتار جمعی                                                              |
| ۱۵۴۱          | ۲۹ آوریل ۲۰۰۴   | ۱۵-۰-۰                  | بررسی وضعیت صحرای غربی                                                                    |
| ۱۵۴۲          | ۳۰ آوریل ۲۰۰۴   | ۱۵-۰-۰                  | بررسی وضعیت در هائیتی                                                                     |
| ۱۵۴۳          | ۱۴ مه ۲۰۰۴      | ۱۵-۰-۰                  | اوضاع در تیمور شرقی                                                                       |
| ۱۵۴۴          | ۱۹ مه ۲۰۰۴      | ۱۴-۱-۰                  | بررسی وضعیت خاورمیانه، از جمله مسئله فلسطین                                               |
| ۱۵۴۵          | ۲۱ مه ۲۰۰۴      | ۱۵-۰-۰                  | بررسی وضعیت بورنودی                                                                       |
| ۱۵۴۶          | ۰۸ ژوئن ۲۰۰۴    | ۱۵-۰-۰                  | بررسی وضعیت در عراق                                                                       |
| ۱۵۴۷          | ۱۱ ژوئن ۲۰۰۴    | ۱۵-۰-۰                  | بررسی وضعیت در سودان                                                                      |
| ۱۵۴۸          | ۱۱ ژوئن ۲۰۰۴    | ۱۵-۰-۰                  | بررسی وضعیت در قبرس                                                                       |
| ۱۵۴۹          | ۱۷ ژوئن ۲۰۰۴    | ۱۵-۰-۰                  | بررسی وضعیت در لیبریا                                                                     |
| ۱۵۵۰          | ۲۹ ژوئن ۲۰۰۴    | ۱۵-۰-۰                  | بررسی وضعیت خاورمیانه                                                                     |
| ۱۵۵۱          | ۰۹ جولای ۲۰۰۴   | ۱۵-۰-۰                  | بررسی وضعیت در بوسنی و هرزگوین                                                            |
| ۱۵۵۲          | ۲۷ جولای ۲۰۰۴   | ۱۵-۰-۰                  | اوضاع در مورد جمهوری دموکراتیک کنگو                                                       |
| ۱۵۵۳          | ۲۹ جولای ۲۰۰۴   | ۱۵-۰-۰                  | بررسی وضعیت خاورمیانه                                                                     |
| ۱۵۵۴          | ۲۹ جولای ۲۰۰۴   | ۱۵-۰-۰                  | بررسی وضعیت گرجستان                                                                       |
| ۱۵۵۵          | ۲۹ جولای ۲۰۰۴   | ۱۵-۰-۰                  | اوضاع در مورد جمهوری دموکراتیک کنگو                                                       |
| ۱۵۵۶          | ۳۰ جولای ۲۰۰۴   | ۱۳-۲-۰                  | بررسی وضعیت در سودان                                                                      |
| ۱۵۵۷          | ۱۲ اوت ۲۰۰۴     | ۱۵-۰-۰                  | وضعی میان عراق و کویت                                                                     |
| ۱۵۵۸          | ۱۷ اوت ۲۰۰۴     | ۱۵-۰-۰                  | بررسی وضعیت در سومالی                                                                     |
| ۱۵۵۹          | ۰۲ سپتامبر ۲۰۰۴ | ۹-۶-۰                   | بررسی وضعیت خاورمیانه                                                                     |
| ۱۵۶۰          | ۱۴ سپتامبر ۲۰۰۴ | ۱۵-۰-۰                  | بررسی وضعیت میان اریتره و اتیوپی                                                          |
| ۱۵۶۱          | ۱۷ سپتامبر ۲۰۰۴ | ۱۵-۰-۰                  | بررسی وضعیت در لیبریا                                                                     |
| ۱۵۶۲          | ۱۷ سپتامبر ۲۰۰۴ | ۱۵-۰-۰                  | بررسی وضعیت در سیرالئون                                                                   |
| ۱۵۶۳          | ۱۷ سپتامبر ۲۰۰۴ | ۱۵-۰-۰                  | اوضاع در افغانستان                                                                        |
| ۱۵۶۴          | ۱۸ سپتامبر ۲۰۰۴ | ۱۱-۴-۰                  | بررسی وضعیت در مورد سودان                                                                 |
| ۱۵۶۵          | ۰۱ اکتبر ۲۰۰۴   | ۱۵-۰-۰                  | اوضاع در مورد جمهوری دموکراتیک کنگو                                                       |
| ۱۵۶۶          | ۰۸ اکتبر ۲۰۰۴   | ۱۵-۰-۰                  | تهدید صلح و امنیت بین‌المللی ناشی از اقدامات تروریستی                                      |
| ۱۵۶۷          | ۱۴ اکتبر ۲۰۰۴   | ۱۵-۰-۰                  | دادگاه جنایی بین‌المللی برای یوگسلاوی سابق                                                 |
| ۱۵۶۸          | ۲۲ اکتبر ۲۰۰۴   | ۱۵-۰-۰                  | بررسی وضعیت در قبرس                                                                       |
| ۱۵۶۹          | ۲۹ مارس ۲۰۰۵    | ۱۲-۳-۰                  | بررسی وضعیت در مورد سودان                                                                 |
| ۱۵۶۹          | ۲۶ اکتبر ۲۰۰۴   | ۱۵-۰-۰                  | بررسی وضعیت در مورد سودان                                                                 |
| ۱۵۷۰          | ۲۸ اکتبر ۲۰۰۴   | ۱۵-۰-۰                  | بررسی وضعیت صحرای غربی                                                                    |
| ۱۵۷۱          | ۰۴ نوامبر ۲۰۰۴  | - -                     | دیوان بین‌المللی دادگستری                                                                  |
| ۱۵۷۲          | ۱۵ نوامبر ۲۰۰۴  | ۱۵-۰-۰                  | بررسی وضعیت در ساحل عاج                                                                   |
| ۱۵۷۳          | ۱۶ نوامبر ۲۰۰۴  | ۱۵-۰-۰                  | بررسی وضعیت تیمور شرقی                                                                    |
| ۱۵۷۴          | ۱۹ نوامبر ۲۰۰۴  | ۱۵-۰-۰                  | بررسی وضعیت مرتبط با سودان                                                                |
| ۱۵۷۵          | ۲۲ نوامبر ۲۰۰۴  | ۱۵-۰-۰                  | بررسی وضعیت در بوسنی و هرزگوین                                                            |
| ۱۵۷۶          | ۲۹ نوامبر ۲۰۰۴  | ۱۵-۰-۰                  | بررسی وضعیت در هائیتی                                                                     |
| ۱۵۷۷          | ۰۱ دسامبر ۲۰۰۴  | ۱۵-۰-۰                  | بررسی وضعیت بوروندی                                                                       |
| ۱۵۷۸          | ۱۵ دسامبر ۲۰۰۴  | ۱۵-۰-۰                  | بررسی وضعیت خاورمیانه                                                                     |
| ۱۵۷۹          | ۲۱ دسامبر ۲۰۰۴  | ۱۵-۰-۰                  | بررسی وضعیت در لیبریا                                                                     |
| ۱۵۸۰          | ۲۲ دسامبر ۲۰۰۴  | ۱۵-۰-۰                  | بررسی وضعیت در گینه بیسائو                                                                |
| ۱۵۸۱          | ۱۸ ژانویه ۲۰۰۵  | ۱۵-۰-۰                  | دادگاه جنایی بین‌المللی برای یوگسلاوی سابق                                                 |
| ۱۵۸۲          | ۲۸ ژانویه ۲۰۰۵  | ۱۵-۰-۰                  | بررسی وضعیت در گرجستان                                                                    |
| ۱۵۸۳          | ۲۸ ژانویه ۲۰۰۵  | ۱۵-۰-۰                  | بررسی وضعیت خاورمیانه                                                                     |
| ۱۵۸۴          | ۰۱ فوریه ۲۰۰۵   | ۱۵-۰-۰                  | بررسی وضعیت در ساحل عاج                                                                   |
| ۱۵۸۵          | ۱۰ مارس ۲۰۰۵    | ۱۵-۰-۰                  | بررسی وضعیت در مورد سودان                                                                 |
| ۱۵۸۶          | ۱۴ مارس ۲۰۰۵    | ۱۵-۰-۰                  | بررسی وضعیت میان اریتره و اتیوپی                                                          |
| ۱۵۸۷          | ۱۵ مارس ۲۰۰۵    | ۱۵-۰-۰                  | بررسی وضعیت در سومالی                                                                     |
| ۱۵۸۸          | ۱۷ مارس ۲۰۰۵    | ۱۵-۰-۰                  | بررسی وضعیت در مورد سودان                                                                 |
| ۱۵۸۹          | ۲۴ مارس ۲۰۰۵    | ۱۵-۰-۰                  | اوضاع در افغانستان                                                                        |
| ۱۵۹۰          | ۲۴ مارس ۲۰۰۵    | ۱۵-۰-۰                  | بررسی وضعیت در مورد سودان                                                                 |
| ۱۵۹۲          | ۳۰ مارس ۲۰۰۵    | ۱۵-۰-۰                  | اوضاع در مورد جمهوری دموکراتیک کنگو                                                       |
| ۱۵۹۳          | ۳۱ مارس ۲۰۰۵    | ۱۱-۴-۰                  | بررسی وضعیت مرتبط با سودان                                                                |
| ۱۵۹۴          | ۰۴ آوریل ۲۰۰۵   | ۱۵-۰-۰                  | بررسی وضعیت در ساحل عاج                                                                   |
| ۱۵۹۵          | ۰۷ آوریل ۲۰۰۵   | ۱۵-۰-۰                  | بررسی وضعیت خاورمیانه                                                                     |
| ۱۵۹۶          | ۱۸ آوریل ۲۰۰۵   | ۱۵-۰-۰                  | اوضاع در مورد جمهوری دموکراتیک کنگو                                                       |
| ۱۵۹۷          | ۲۰ آوریل ۲۰۰۵   | ۱۵-۰-۰                  | دادگاه جنایی بین‌المللی برای یوگسلاوی سابق                                                 |
| ۱۵۹۸          | ۲۸ آوریل ۲۰۰۵   | ۱۵-۰-۰                  | بررسی وضعیت مرتبط با صحرای غربی                                                           |
| ۱۵۹۹          | ۲۸ آوریل ۲۰۰۵   | ۱۵-۰-۰                  | بررسی وضعیت تیمور شرقی                                                                    |
| ۱۶۰۰          | ۰۴ مه ۲۰۰۵      | ۱۵-۰-۰                  | بررسی وضعیت در ساحل عاج                                                                   |